# Obanazawa

Obanazawa (尾花沢市 Obanazawa-shi?) este un municipiu din Japonia, prefectura Yamagata.